# Euronext
Az Euronext  az euróövezet fő tőzsdéje, egyben Európa második legnagyobb tőzsdéje a Londoni Értéktőzsde után. Az amszterdami, lisszaboni és brüsszeli tőzsdék összeolvadásával jött létre 2000 szeptemberében.
Több mint 1450 kibocsátója van, amelyek teljes piaci kapitalizációja 4500 milliárd euró, beleértve az Euro Stoxx 50 referenciaértékét alkotó 25 kiemelt részvényt, valamint nemzeti és nemzetközi ügyfélkört.
A NYSE és Archipelago 2006-os összeolvadásából létrejött NYSE Group 2007-ben összeolvadt az Euronexttel és megalakult az első transzatlanti tőzsdecsoport.

## Tevékenysége
Az Euronext a szabályozott és átlátható készpénz- és származékos piacokat irányítja. Kínálata olyan termékekre terjed ki, mint a részvények, tőzsdei alapok, tanúsítványok, kötvények, részvényderivatívák, árucikk-származékok és indexek. Az Euronext szolgáltatásokat kínál harmadik feleknek is. Létrehozta az EnterNext leányvállalatot, amelynek célja a kis- és középvállalkozások részvénypiacainak támogatása. Portugáliában a piac üzemeltetője elszámolási és elszámolási / kézbesítési szolgáltatásokat is kínál az InterBolsával.
2014. június 20-a óta az Euronext Paris  a CAC Mid 60 index tagja.